# 刘献祥
刘献祥（1963年5月—），男，浙江武义人，中国骨伤科学专家，中国农工民主党中央委员会常务委员，福建省政协副主席，福建中医药大学副校长，第十三届全国人大代表。

## 生平
2018年2月24日，当选为第十三届全国人大代表。